# Bend it
Bend it is een nummer van Dave Dee, Dozy, Beaky, Mick & Tich dat werd geschreven door Ken Howard en Alan Blaikley. Het werd in 1966 uitgebracht op een single met She's so good op de B-kant. In Duitsland werd het een nummer 1-hit en stond You make it move op de B-kant. Verder stond het op hun elpee If music be the food of love ... Prepare for indigestion die eveneens in 1966 verscheen.
Het nummer kwam later nog een groot aantal malen uit op elpees, zowel op verzamelalbums van de band zelf als met meerdere artiesten. Ook verschenen er covers van andere bands, zoals van Dan Hil alias DanIllchillchick (Music to watch girls by, 1967), The Nigel Denver Four (Dandy, 1967) en Jo Ment's Happy Sound (Happyment!, 1970). Ook hadden The Cats het op het repertoire staan en brachten ze het op een Duitse elpee uit; later was het ook opgenomen in de verzamelbox The Cats 100 (2008).

## Hitnoteringen

### Nederland en België
| "Bend it" in de Nederlandse Top 40 van 01-10-1966 t/m 10-12-1966 | "Bend it" in de Nederlandse Top 40 van 01-10-1966 t/m 10-12-1966 | "Bend it" in de Nederlandse Top 40 van 01-10-1966 t/m 10-12-1966 | "Bend it" in de Nederlandse Top 40 van 01-10-1966 t/m 10-12-1966 | "Bend it" in de Nederlandse Top 40 van 01-10-1966 t/m 10-12-1966 | "Bend it" in de Nederlandse Top 40 van 01-10-1966 t/m 10-12-1966 | "Bend it" in de Nederlandse Top 40 van 01-10-1966 t/m 10-12-1966 | "Bend it" in de Nederlandse Top 40 van 01-10-1966 t/m 10-12-1966 | "Bend it" in de Nederlandse Top 40 van 01-10-1966 t/m 10-12-1966 | "Bend it" in de Nederlandse Top 40 van 01-10-1966 t/m 10-12-1966 | "Bend it" in de Nederlandse Top 40 van 01-10-1966 t/m 10-12-1966 | "Bend it" in de Nederlandse Top 40 van 01-10-1966 t/m 10-12-1966 | "Bend it" in de Nederlandse Top 40 van 01-10-1966 t/m 10-12-1966 |
| Week                                                             | 1                                                                | 2                                                                | 3                                                                | 4                                                                | 5                                                                | 6                                                                | 7                                                                | 8                                                                | 9                                                                | 10                                                               | 11                                                               |                                                                  |
| ---------------------------------------------------------------- | ---------------------------------------------------------------- | ---------------------------------------------------------------- | ---------------------------------------------------------------- | ---------------------------------------------------------------- | ---------------------------------------------------------------- | ---------------------------------------------------------------- | ---------------------------------------------------------------- | ---------------------------------------------------------------- | ---------------------------------------------------------------- | ---------------------------------------------------------------- | ---------------------------------------------------------------- | ---------------------------------------------------------------- |
| Positie                                                          | 39                                                               | 17                                                               | 12                                                               | 7                                                                | 4                                                                | 4                                                                | 7                                                                | 12                                                               | 19                                                               | 25                                                               | 25                                                               | uit                                                              |

| "Bend it" in de Parool Top 20 van 08-10-1966 t/m 26-11-1966 | "Bend it" in de Parool Top 20 van 08-10-1966 t/m 26-11-1966 | "Bend it" in de Parool Top 20 van 08-10-1966 t/m 26-11-1966 | "Bend it" in de Parool Top 20 van 08-10-1966 t/m 26-11-1966 | "Bend it" in de Parool Top 20 van 08-10-1966 t/m 26-11-1966 | "Bend it" in de Parool Top 20 van 08-10-1966 t/m 26-11-1966 | "Bend it" in de Parool Top 20 van 08-10-1966 t/m 26-11-1966 | "Bend it" in de Parool Top 20 van 08-10-1966 t/m 26-11-1966 | "Bend it" in de Parool Top 20 van 08-10-1966 t/m 26-11-1966 | "Bend it" in de Parool Top 20 van 08-10-1966 t/m 26-11-1966 |
| Week                                                        | 1                                                           | 2                                                           | 3                                                           | 4                                                           | 5                                                           | 6                                                           | 7                                                           | 8                                                           |                                                             |
| ----------------------------------------------------------- | ----------------------------------------------------------- | ----------------------------------------------------------- | ----------------------------------------------------------- | ----------------------------------------------------------- | ----------------------------------------------------------- | ----------------------------------------------------------- | ----------------------------------------------------------- | ----------------------------------------------------------- | ----------------------------------------------------------- |
| Positie                                                     | 15                                                          | 14                                                          | 7                                                           | 5                                                           | 4                                                           | 7                                                           | 13                                                          | 20                                                          | uit                                                         |

| Positie | 16 | 20 | uit |

### Andere landen
| Land       | piekpositie | aantal weken |
| ---------- | ----------- | ------------ |
| Duitsland  | 1           | 10           |
| Oostenrijk | 2           | 8            |